# Loryc

Loryc S.A.

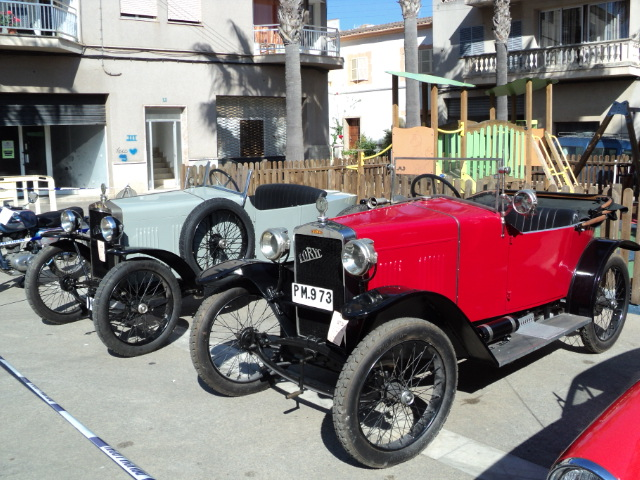
Zwei Modelle Baujahr 1921, fahrbereit

Die Loryc S.A. war ein mallorquinischer Automobilhersteller mit Sitz in Palma.

## Geschichte
1919 begannen die beiden Mallorquiner Antoni Rivas und Rafael de Lacy mit dem Vertrieb von Automobilen auf Mallorca. Zu der Zeit, als gerade die ersten fünfhundert Automobile aus Frankreich, den USA und Deutschland auf den Straßen der Balearen fuhren, übernahmen Rivas und Lacy den Vertrieb des französischen Automobilherstellers De Dion-Bouton und erwarben gleichzeitig eine Lizenz zum Eigenbau von Fahrzeugen. In den Räumen ihres Freundes Ferran Alzamora, Talleres Hereter der Firma Alzamora S.A. in Palma, entstand ihre erste Automobilwerkstatt.
Am 23. Januar 1920 wurde die Firma Loryc S.A. gegründet und im Handelsregister eingetragen. Der Name Loryc setzte sich aus den Anfangsbuchstaben der Firmengründer zusammen: Lacy, Ouvrard, Rivas sowie Cia, das Y ist das spanische Wort für „und“. Weiter waren als Firmengründer beteiligt: Alberto Agustin Reus, Antonio Darder Ripoll, Antonio Socias Morell, Pedro Montaner Gual und Fernando Alzamora Conrad.

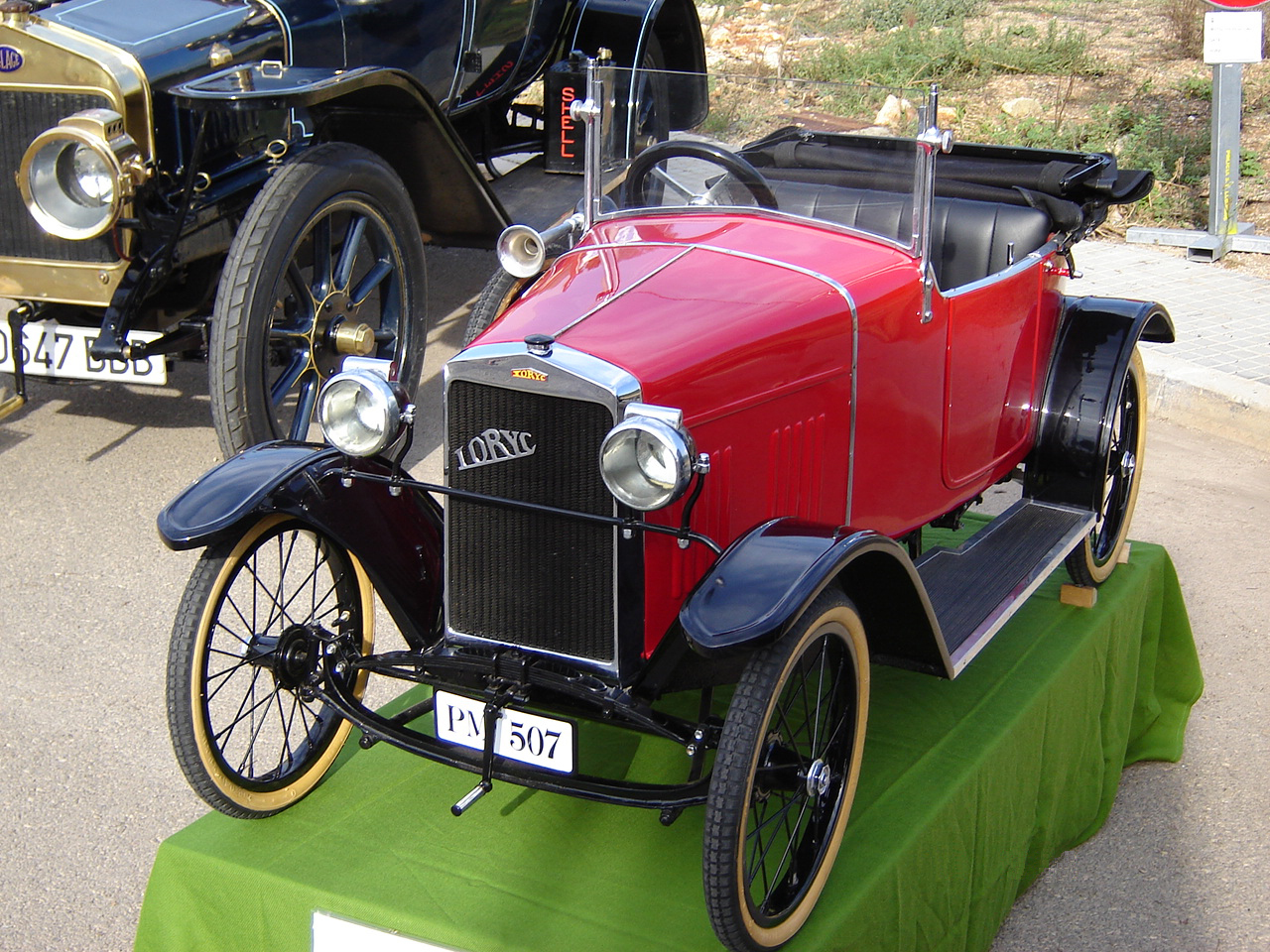
Modellnachbau Loryc

Noch im gleichen Jahr wurde mit der Produktion von eigenen Fahrzeugen in der Avenida Alejandro Rosellio in Palma begonnen. Die technische Leitung hatte Alberto Ouvard inne, der zuvor bei Renault in Frankreich gearbeitet hatte. Ende 1920 erhielt der erste Loryc seine Straßenzulassung. Mit dem Kennzeichen PM 507 war nun das erste in Mallorca gebaute Automobil auf den Straßen der Insel zu sehen. Dieses Fahrzeug war ein Zweisitzer. Später folgte auch ein Dreisitzer, wobei diese Version eine aus dem Heck herausklappbare, unüberdachte Sitzbank hatte.
Schnell bekam das Auto unter der Bevölkerung den Spitznamen „La Sardina“, wohl deshalb, weil die Karosserie aus Aluminium bestand und die Form einer Ölsardinendose ähnelte. Das erste Modell hatte einen Motor von Ruby mit sechs Pferdestärken. Es war ein Monoblockmotor, seitengesteuert mit obenliegenden Ventilen. Das Getriebe war direkt im Motorblock untergebracht und hatte drei Vorwärtsgänge und einen Rückwärtsgang. Die Reifengröße entsprach der Dimension 710 × 90. Die Beleuchtung bestand aus Gaslampen, die mit Acetylengas betrieben wurden.
Ende 1921 gab es bereits drei Modelle der Automobilfirma Loryc: Ein Cabriolet, eine geschlossene Limousine und die neu entstandene dreisitzige Cabrio-Variante.
1922 wurden der erste Dreisitzer mit der Zulassung PM 788 an den Inhaber der Firma MUSA, Pedro Roig Biquerra, ausgeliefert und die Sport- und Rennversion vorgestellt. Mit der Lizenz von E.H.P. wurde ein offener Rennwagen mit einem Vierzylindermotor von 1000 cm³ Hubraum, 34 PS Leistung, obenliegenden Ventilen und angeflanschtem Getriebe gebaut. Das Fahrzeug erreichte Spitzengeschwindigkeiten von mehr als 140 km/h. Zahlreiche Wettbewerbe wurden erfolgreich damit bestritten.

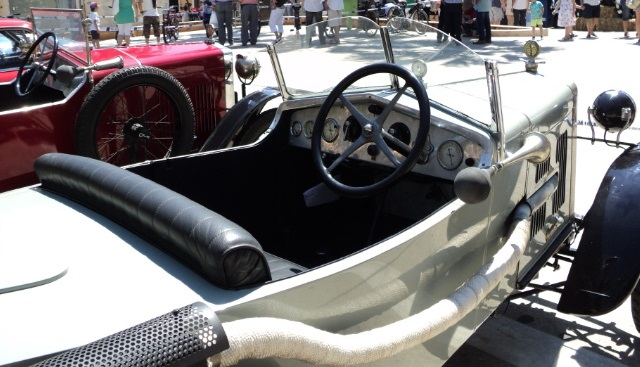
Sportversion, mit außenliegendem Auspuff

Der Rennfahrer Particio Satrústegui belegte bei der III. Trofeo Armanque in Barcelona den dritten Platz, während der IV. Vuelta a Cataluña belegte der Loryc in seiner Klasse den ersten Platz. Mit Fahrer Frick Armaque am Steuer wurde eine dritte Platzierung in Le Mans beim Großen Preis von Frankreich erreicht, die schnellste Runde ging ebenfalls an die Mannschaft des Loryc. Viele weitere Preise bei kleineren Veranstaltungen wurde von dem Loryc erfolgreich herausgefahren.
Auf der II. Internationalen Automobilausstellung in Barcelona stellte Loryc seine Fahrzeuge dem Publikum vor. Die Nachfrage war enorm, denn Loryc hatte sich bereits mit robusten und zuverlässigen Fahrzeugen einen Namen gemacht.
Auf Grund des Messeerfolges zog die Produktion 1923 in größere Räume um. Rund 60 Mitarbeiter waren zwischenzeitlich im Loryc-Werk auf der Baleareninsel beschäftigt. Der Verkaufspreis eines Loryc lag 1923 bei 5000 Pesetas, einen Citroën 5CV gab es damals für rund 4000 Pesetas. Rund 120 Einheiten verließen das Werk S’Aigo Dolça in Palma. Ende 1923 bekam Loryc Schwierigkeiten mit der Materialbeschaffung. Außer der Karosserie und dem Fahrgestell, die vollständig in Mallorca gebaut wurden, kaufte Ouvard Motoren und Teile aus Frankreich bei den Herstellern E.H.P., S.C.A.P. und Ruby zu. Durch die Handelswege und Einfuhrbeschränkungen lagen die Teile oft mehrere Monate beim Zollamt fest. Der spanische König Alfons XIII. schaltete sich höchstpersönlich ein und verfasste ein Dekret 22/4/23, um die Einfuhr zu erleichtern. Loryc S.A. kam aber durch die Verzögerungen immer weiter in Finanzierungsprobleme und musste schließlich Ende 1925 das Werk in Palma schließen.

## Heute
Von dem kleinen Loryc, der auch heute noch von Oldtimerfreunden „La Sardina“ genannt wird, gibt es noch sechs fahrbereite und gut erhaltene Exemplare in Privatbesitz von Sammlern. Vier davon befinden sich auf Mallorca, zwei weitere auf der Insel Menorca. Von einem weiteren Fahrzeug, das einmal Ernest Hemingway gehört haben soll und in den 1920er Jahren in Paris betrieben wurde, fehlt bis heute jedoch jede Spur.
Im Werksgebäude S’Aigo Dolça wurden nach der Aufgabe von Loryc S.A. Teile des Instituto Oceanografico untergebracht.

## Wiederbelebung der Marke

Elektroversion LORYC

Der auf Mallorca lebende Deutsche Charly Bosch erwarb 2013 die Rechte am Markennamen Loryc. Er plant nach eigenen Angaben, Loryc-Fahrzeuge im Design der 1920er Jahre, aber mit Elektromotor herzustellen. Stand Anfang 2015 existierte lediglich ein von Bosch erworbenes Originalfahrzeug, in dem er den Originalmotor durch einen Elektromotor ersetzt hatte. Mittlerweile sind schon einige neu konstruierte Fahrzeuge mit Elektroantriebe gebaut und vom TÜV-Rheinland für den Verkehr zugelassen worden.